# Клірі (Міссісіпі)
Клірі (англ. Cleary) — переписна місцевість (CDP) в США, в окрузі Ренкін штату Міссісіпі. Населення — 1688 осіб (2020).

## Географія
Клірі розташоване за координатами 32°9′52″ пн. ш. 90°10′55″ зх. д. / 32.16444° пн. ш. 90.18194° зх. д. (32.164314, -90.181957).  За даними Бюро перепису населення США в 2010 році переписна місцевість мала площу 13,24 км², з яких 12,73 км² — суходіл та 0,51 км² — водойми.

## Демографія
Згідно з переписом 2010 року, у переписній місцевості мешкали 1544 особи в 603 домогосподарствах у складі 452 родин. Густота населення становила 117 осіб/км².  Було 641 помешкання (48/км²).
Расовий склад населення:
| - 93,6 % — білих - 5,4 % — чорних або афроамериканців - 0,1 % — корінних американців - 0,1 % — азіатів |

До двох чи більше рас належало 0,4 %. Частка іспаномовних становила 0,8 % від усіх жителів.
За віковим діапазоном населення розподілялося таким чином: 23,5 % — особи молодші 18 років, 59,7 % — особи у віці 18—64 років, 16,8 % — особи у віці 65 років та старші. Медіана віку мешканця становила 41,7 року. На 100 осіб жіночої статі у переписній місцевості припадало 95,7 чоловіків;  на 100 жінок у віці від 18 років та старших — 90,8 чоловіків також старших 18 років.
Середній дохід на одне домашнє господарство  становив 59 335 доларів США (медіана — 51 779), а середній дохід на одну сім'ю — 72 116 доларів (медіана — 64 946). Медіана доходів становила 51 719 доларів для чоловіків та 35 368 доларів для жінок. 
Цивільне працевлаштоване населення становило 468 осіб. Основні галузі зайнятості: виробництво — 20,5 %, будівництво — 19,0 %, роздрібна торгівля — 11,8 %, освіта, охорона здоров'я та соціальна допомога — 11,5 %.